# Chaetomidium pilosum
Chaetomidium pilosum är en svampart som först beskrevs av C. Booth & Shipton, och fick sitt nu gällande namn av Arx 1975. Chaetomidium pilosum ingår i släktet Chaetomidium och familjen Chaetomiaceae.   Inga underarter finns listade i Catalogue of Life.